# ناگایو یوشیرو
ناگایو یوشیرو (انگلیسی: Yoshirō Nagayo; ۶ اوت ۱۸۸۸ – ۲۹ اکتبر ۱۹۶۱) نویسنده در دوره شووا اهل ژاپن بود. او بیشتر در غرب به دلیل فیلمنامه سیدو نو کیریسوتو (مسیح در برنز) شناخته می‌شود، داستانی در مورد آزار دینی در دوره ادو ژاپن، که یکی از آثار شرکت کننده در مسابقه در جشنواره کن در سال ۱۹۵۶ بود.
وی همچنین برندهٔ جوایزی همچون جایزه یومیوری شده‌است.